# Velothon Berlin 2015
La 5e édition du Velothon Berlin a eu lieu le 31 mai 2015. La course fait partie du calendrier UCI Europe Tour 2015 en catégorie 1.1.
L'épreuve a été remportée lors d'un sprint massif par le Néerlandais Ramon Sinkeldam (Giant-Alpecin) qui s'impose respectivement devant l'Irlandais Sam Bennett (Bora-Argon 18) et son coéquipier le Belge Zico Waeytens.
L'Allemand Marco Mathis (Rad-net Rose) remporte quant à lui le classement des sprints.

## Présentation

### Équipes
Classé en catégorie 1.1 de l'UCI Europe Tour, le Velothon Berlin est par conséquent ouvert aux WorldTeams dans la limite de 50 % des équipes participantes, aux équipes continentales professionnelles, aux équipes continentales et aux équipes nationales.
Vingt équipes participent à ce Velothon Berlin - deux WorldTeams, cinq équipes continentales professionnelles, douze équipes continentales et une équipe nationale :
| UCI WorldTeams    | UCI WorldTeams | UCI WorldTeams |
| Nom de l'équipe   | Pays           | Code           |
| ----------------- | -------------- | -------------- |
| Cannondale-Garmin | États-Unis     | TCG            |
| Giant-Alpecin     | Allemagne      | TGA            |

| Équipes continentales professionnelles | Équipes continentales professionnelles | Équipes continentales professionnelles |
| Nom de l'équipe                        | Pays                                   | Code                                   |
| -------------------------------------- | -------------------------------------- | -------------------------------------- |
| Bora-Argon 18                          | Allemagne                              | BOA                                    |
| CCC Sprandi Polkowice                  | Pologne                                | CCC                                    |
| Cult Energy                            | Danemark                               | CLT                                    |
| MTN-Qhubeka                            | Afrique du Sud                         | MTN                                    |
| Topsport Vlaanderen-Baloise            | Belgique                               | TSV                                    |

| Équipes continentales | Équipes continentales | Équipes continentales |
| Nom de l'équipe       | Pays                  | Code                  |
| --------------------- | --------------------- | --------------------- |
| AC Sparta Praha       | Tchéquie              | ASP                   |
| Almeborg-Bornholm     | Danemark              | ABB                   |
| Bike Aid              | Allemagne             | BAI                   |
| Heizomat              | Allemagne             | THF                   |
| Kuota-Lotto           | Allemagne             | TKG                   |
| Leopard Development   | Luxembourg            | LDT                   |
| LKT Brandenburg       | Allemagne             | LKT                   |
| MLP Bergstrasse       | Allemagne             | TBJ                   |
| Rad-net Rose          | Allemagne             | RNR                   |
| Rietumu-Delfin        | Lettonie              | RBD                   |
| Stölting              | Allemagne             | STG                   |
| Stuttgart             | Allemagne             | SGT                   |

| Équipe nationale                | Équipe nationale | Équipe nationale |
| Nom de l'équipe                 | Pays             | Code             |
| ------------------------------- | ---------------- | ---------------- |
| Équipe nationale du Royaume-Uni | Royaume-Uni      | GBR              |

### Règlement de la course

#### Primes
Les vingt prix sont attribués suivant le barème de l'UCI,. Le total général des prix distribués est de 14 477 €.
| Position | 1er     | 2e      | 3e      | 4e    | 5e    | 6e    | 7e    | 8e    | 9e    | 10e à 20e |
| Prix     | 5 785 € | 2 895 € | 1 445 € | 715 € | 580 € | 433 € | 433 € | 287 € | 287 € | 147 €     |

## Classements

### Classement final
| Classement final | Classement final    | Classement final | Classement final                | Classement final   |
|                  | Coureur             | Pays             | Équipe                          | Temps              |
| ---------------- | ------------------- | ---------------- | ------------------------------- | ------------------ |
| 1er              | Ramon Sinkeldam     | Pays-Bas         | Giant-Alpecin                   | en 3 h 54 min 41 s |
| 2e               | Sam Bennett         | Irlande          | Bora-Argon 18                   | m.t                |
| 3e               | Zico Waeytens       | Belgique         | Giant-Alpecin                   | m.t                |
| 4e               | Amaury Capiot       | Belgique         | Topsport Vlaanderen-Baloise     | m.t                |
| 5e               | Jarl Salomein       | Belgique         | Topsport Vlaanderen-Baloise     | m.t                |
| 6e               | Gerald Ciolek       | Allemagne        | MTN-Qhubeka                     | m.t                |
| 7e               | Bert Van Lerberghe  | Belgique         | Topsport Vlaanderen-Baloise     | m.t                |
| 8e               | Daniel McLay        | Royaume-Uni      | Équipe nationale du Royaume-Uni | m.t                |
| 9e               | Lasse Norman Hansen | Danemark         | Cannondale-Garmin               | m.t                |
| 10e              | Max Walscheid       | Allemagne        | Kuota-Lotto                     | m.t                |
| modifier         |                     |                  |                                 |                    |

### Classements annexes

#### Classement des sprints
| Classement des sprints | Classement des sprints | Classement des sprints | Classement des sprints      | Classement des sprints |
| ---------------------- | ---------------------- | ---------------------- | --------------------------- | ---------------------- |
|                        | Coureur                | Pays                   | Équipe                      | Point(s)               |
| 1er                    | Marco Mathis           | Allemagne              | Rad-net Rose                | 9 points               |
| 2e                     | Jonas Rickaert         | Belgique               | Topsport Vlaanderen-Baloise | 4 pts                  |
| 3e                     | Benjamim Edmüller      | Allemagne              | Heizomat                    | 3 pts                  |
| modifier               |                        |                        |                             |                        |

### UCI Europe Tour
Ce Velothon Berlin attribue des points pour l'UCI Europe Tour 2015, par équipes seulement aux coureurs des équipes continentales professionnelles et continentales, individuellement à tous les coureurs sauf ceux faisant partie d'une équipe ayant un label WorldTeam.
| Position,          | 1er | 2e | 3e | 4e | 5e | 6e | 7e | 8e | 9e | 10e | 11e | 12e |
| Classement général | 80  | 56 | 32 | 24 | 20 | 16 | 12 | 8  | 7  | 6   | 5   | 3   |

## Liste des participants
- Liste de départ complète

| Légende | Légende                                                                    | Légende | Légende                                                    |
| ------- | -------------------------------------------------------------------------- | ------- | ---------------------------------------------------------- |
| Num     | Dossard de départ porté par le coureur sur ce Velothon Berlin              | Pos     | Position à l'arrivée de la course                          |
|         | Indique un maillot de champion national ou mondial, suivi de sa spécialité | NP      | Indique un coureur qui n'a pas pris le départ de la course |
| AB      | Indique un coureur qui n'a pas terminé la course                           | HD      | Indique un coureur qui a terminé la course hors des délais |

| Cannondale-Garmin TCG             | Cannondale-Garmin TCG      | Cannondale-Garmin TCG |
| --------------------------------- | -------------------------- | --------------------- |
| Num                               | Coureur                    | Pos                   |
| 1                                 | Alberto Bettiol (ITA)      | 35e                   |
| 2                                 | Lasse Norman Hansen (DEN)  | 9e                    |
| 3                                 | Kristjan Koren (SLO)       | 60e                   |
| 4                                 | Kristoffer Skjerping (NOR) | 18e                   |
| 5                                 | Ruben Zepuntke (GER)       | 55e                   |
| 6                                 |                            |                       |
| Directeur sportif : Andreas Klier |                            |                       |

| Giant-Alpecin TGA               | Giant-Alpecin TGA         | Giant-Alpecin TGA |
| ------------------------------- | ------------------------- | ----------------- |
| Num                             | Coureur                   | Pos               |
| 11                              | Johannes Fröhlinger (GER) | 90e               |
| 12                              | Fredrik Ludvigsson (SWE)  | 80e               |
| 13                              | Tom Veelers (NED)         | 95e               |
| 14                              | Ramon Sinkeldam (NED)     | 1er               |
| 15                              | Albert Timmer (NED)       | 86e               |
| 16                              | Zico Waeytens (BEL)       | 3e                |
| Directeur sportif : Rudie Kemna |                           |                   |

| Bora-Argon 18 BOA                    | Bora-Argon 18 BOA         | Bora-Argon 18 BOA |
| ------------------------------------ | ------------------------- | ----------------- |
| Num                                  | Coureur                   | Pos               |
| 21                                   | Sam Bennett (IRL)         | 2e                |
| 22                                   | Shane Archbold (NZL)      | 59e               |
| 23                                   | Ralf Matzka (GER)         | 83e               |
| 24                                   | Phil Bauhaus (GER)        | 21e               |
| 25                                   | Christoph Pfingsten (GER) | 82e               |
| 26                                   | Michael Schwarzmann (GER) | 98e               |
| Directeur sportif : Enrico Poitschke |                           |                   |

| CCC Sprandi Polkowice CCC          | CCC Sprandi Polkowice CCC | CCC Sprandi Polkowice CCC |
| ---------------------------------- | ------------------------- | ------------------------- |
| Num                                | Coureur                   | Pos                       |
| 31                                 | Tomasz Kiendyś (POL)      | 46e                       |
| 32                                 | Adrian Kurek (POL)        | 54e                       |
| 33                                 | Grzegorz Stępniak (POL)   | 24e                       |
| 34                                 | Mateusz Taciak (POL)      | 72e                       |
| 35                                 | Michał Paluta (POL)       | 30e                       |
| 36                                 | Eryk Latoń (POL)          | 48e                       |
| Directeur sportif : Tomasz Brożyna |                           |                           |

| MTN-Qhubeka MTN                | MTN-Qhubeka MTN                   | MTN-Qhubeka MTN |
| ------------------------------ | --------------------------------- | --------------- |
| Num                            | Coureur                           | Pos             |
| 41                             | Andreas Stauff (GER)              | 26e             |
| 42                             | Gerald Ciolek (GER)               | 6e              |
| 43                             | Matthew Goss (AUS)                | AB              |
| 44                             | Youcef Reguigui (ALG)             | 36e             |
| 45                             | Reinardt Janse van Rensburg (RSA) | 76e             |
| 46                             | Adrien Niyonshuti (RWA)           | 68e             |
| Directeur sportif : Jens Zemke |                                   |                 |

| Topsport Vlaanderen-Baloise TSV    | Topsport Vlaanderen-Baloise TSV | Topsport Vlaanderen-Baloise TSV |
| ---------------------------------- | ------------------------------- | ------------------------------- |
| Num                                | Coureur                         | Pos                             |
| 51                                 | Jarl Salomein (BEL)             | 5e                              |
| 52                                 | Kenny De Ketele (BEL)           | 74e                             |
| 53                                 | Amaury Capiot (BEL)             | 4e                              |
| 54                                 | Jonas Rickaert (BEL)            | 29e                             |
| 55                                 | Moreno De Pauw (BEL)            | 78e                             |
| 56                                 | Bert Van Lerberghe (BEL)        | 7e                              |
| Directeur sportif : Andy Missotten |                                 |                                 |

| Cult Energy CLT                  | Cult Energy CLT        | Cult Energy CLT |
| -------------------------------- | ---------------------- | --------------- |
| Num                              | Coureur                | Pos             |
| 61                               | Russell Downing (LUX)  | 31e             |
| 62                               | Alex Kirsch (DEN)      | 101e            |
| 63                               | Christian Mager (GER)  | 104e            |
| 64                               | Martin Mortensen (DEN) | 92e             |
| 65                               | Joël Zangerlé (DEN)    | 102e            |
| 66                               | Troels Vinther (DEN)   | 91e             |
| Directeur sportif : Luke Roberts |                        |                 |

| AC Sparta Praha ASP            | AC Sparta Praha ASP   | AC Sparta Praha ASP |
| ------------------------------ | --------------------- | ------------------- |
| Num                            | Coureur               | Pos                 |
| 71                             | Tomáš Holub (CZE)     | 33e                 |
| 72                             | Jan Ryba (CZE)        | 96e                 |
| 73                             | Petr Fiala (CZE)      | 105e                |
| 74                             | Lukas Kobes (CZE)     | AB                  |
| 75                             | Petr Malan (CZE)      | 100e                |
| 76                             | Vaclav Viktorin (CZE) | 97e                 |
| Directeur sportif : Jiri Sivak |                       |                     |

| Rietumu-Delfin RBD               | Rietumu-Delfin RBD             | Rietumu-Delfin RBD |
| -------------------------------- | ------------------------------ | ------------------ |
| Num                              | Coureur                        | Pos                |
| 81                               | Andris Smirnovs (LAT)          | 20e                |
| 82                               | Emīls Liepiņš (LAT)            | 15e                |
| 83                               | Reijo Puhm (EST)               | 77e                |
| 84                               | Andris Vosekalns (LAT) (Route) | AB                 |
| 85                               | Armands Bēcis (LAT)            | 32e                |
| 86                               | Lars Pria (ROU)                | 50e                |
| Directeur sportif : Toms Flaksis |                                |                    |

| Leopard Development LDT               | Leopard Development LDT | Leopard Development LDT |
| ------------------------------------- | ----------------------- | ----------------------- |
| Num                                   | Coureur                 | Pos                     |
| 91                                    | Kevin Feiereisen (DEN)  | 16e                     |
| 92                                    | Kristian Haugaard (DEN) | 25e                     |
| 93                                    | Pit Schlechter (DEN)    | 58e                     |
| 94                                    | Alexander Krieger (GER) | 12e                     |
| 95                                    | Brent Luyckx (BEL)      | 51e                     |
| 96                                    | Jan Dieteren (GER)      | 23e                     |
| Directeur sportif : Florian Salzinger |                         |                         |

| Almeborg-Bornholm ABB         | Almeborg-Bornholm ABB     | Almeborg-Bornholm ABB |
| ----------------------------- | ------------------------- | --------------------- |
| Num                           | Coureur                   | Pos                   |
| 101                           | Christoffer Lisson (DEN)  | 27e                   |
| 102                           | Stefan Djurhuus (DEN)     | 41e                   |
| 103                           | Mathias Westergaard (DEN) | 61e                   |
| 104                           | Simon Bigum (DEN)         | 38e                   |
| 105                           | Lars Carstensen (DEN)     | AB                    |
| 106                           | Heine Winding (DEN)       | 62e                   |
| Directeur sportif : Ib Lisson |                           |                       |

| Stölting STG                    | Stölting STG           | Stölting STG |
| ------------------------------- | ---------------------- | ------------ |
| Num                             | Coureur                | Pos          |
| 111                             | Maximilian Werda (GER) | 70e          |
| 112                             | Jan Oelerich (GER)     | 66e          |
| 113                             | Til Schuster (GER)     | 17e          |
| 114                             |                        |              |
| 115                             | Ole Quast (GER)        | 45e          |
| 116                             | Nako Georgiev (BUL)    | 49e          |
| Directeur sportif : Jochen Hahn |                        |              |

| LKT Brandenburg LKT                   | LKT Brandenburg LKT  | LKT Brandenburg LKT |
| ------------------------------------- | -------------------- | ------------------- |
| Num                                   | Coureur              | Pos                 |
| 121                                   | Robert Kessler (GER) | 89e                 |
| 122                                   | Christian Koch (GER) | 47e                 |
| 123                                   | Carl Soballa (GER)   | 42e                 |
| 124                                   | Franz Schiewer (GER) | 99e                 |
| 125                                   | Marcel Franz (GER)   | 43e                 |
| 126                                   | Willi Willwohl (GER) | 11e                 |
| Directeur sportif : Sebastian Deckert |                      |                     |

| Bike Aid BAI                      | Bike Aid BAI            | Bike Aid BAI |
| --------------------------------- | ----------------------- | ------------ |
| Num                               | Coureur                 | Pos          |
| 131                               | Meron Amanuel (ERI)     | 65e          |
| 132                               | Mekseb Debesay (ERI)    | AB           |
| 133                               | Kyle Buckosky (CAN)     | 79e          |
| 134                               | Matthias Schnapka (GER) | 63e          |
| 135                               | Timo Schafer (GER)      | AB           |
| 136                               | Maarten de Jonge (NED)  | 22e          |
| Directeur sportif : Lutz Drehkopf |                         |              |

| Heizomat THF                          | Heizomat THF                | Heizomat THF |
| ------------------------------------- | --------------------------- | ------------ |
| Num                                   | Coureur                     | Pos          |
| 141                                   | Benjamim Edmüller (GER)     | 103e         |
| 142                                   | Julien Essers (GER)         | 81e          |
| 143                                   | Aaron Krauss (GER)          | 64e          |
| 144                                   | Laurin Winter (GER)         | 53e          |
| 145                                   | Philipp Zwingenberger (GER) | 13e          |
| 146                                   | Holger Burkhardt (GER)      | 85e          |
| Directeur sportif : Markus Schleicher |                             |              |

| Stuttgart SGT                      | Stuttgart SGT          | Stuttgart SGT |
| ---------------------------------- | ---------------------- | ------------- |
| Num                                | Coureur                | Pos           |
| 151                                | Kai Kautz (GER)        | AB            |
| 152                                | Max Walsleben (GER)    | 93e           |
| 153                                | Moritz Schaffner (GER) | AB            |
| 154                                | Tim Gebauer (GER)      | AB            |
| 155                                | Arnold Fiek (GER)      | 44e           |
| 156                                | Georg Loef (GER)       | 39e           |
| Directeur sportif : Julian Rammler |                        |               |

| MLP Bergstrasse TBJ              | MLP Bergstrasse TBJ   | MLP Bergstrasse TBJ |
| -------------------------------- | --------------------- | ------------------- |
| Num                              | Coureur               | Pos                 |
| 161                              | Kasper Asgreen (DEN)  | 34e                 |
| 162                              | John Mandrysch (GER)  | 14e                 |
| 163                              | Mike Egger (GER)      | 40e                 |
| 164                              | Jonas Barnick (GER)   | 69e                 |
| 165                              | Max Wörner (GER)      | 52e                 |
| 166                              | Eric Süssemilch (GER) | AB                  |
| Directeur sportif : Nico Keinath |                       |                     |

| Rad-net Rose RNR                     | Rad-net Rose RNR      | Rad-net Rose RNR |
| ------------------------------------ | --------------------- | ---------------- |
| Num                                  | Coureur               | Pos              |
| 171                                  | Michel Koch (GER)     | 19e              |
| 172                                  |                       |                  |
| 173                                  | Fabian Brintrup (GER) | 75e              |
| 174                                  | Marco Mathis (GER)    | 94e              |
| 175                                  | Felix Intra (GER)     | 56e              |
| 176                                  |                       |                  |
| Directeur sportif : Burckhard Bremer |                       |                  |

| Kuota-Lotto TKG                    | Kuota-Lotto TKG            | Kuota-Lotto TKG |
| ---------------------------------- | -------------------------- | --------------- |
| Num                                | Coureur                    | Pos             |
| 181                                | Max Walscheid (GER)        | 10e             |
| 182                                | Robert Retschke (GER)      | 73e             |
| 183                                | Dario Rapps (GER)          | 71e             |
| 184                                | Joshua Huppertz (GER)      | 67e             |
| 185                                | Richard Weinzheimer (GER)  | 88e             |
| 186                                | Andreas Fliessgarten (GER) | 57e             |
| Directeur sportif : Markus Felsing |                            |                 |

| Équipe nationale du Royaume-Uni GBR | Équipe nationale du Royaume-Uni GBR | Équipe nationale du Royaume-Uni GBR |
| ----------------------------------- | ----------------------------------- | ----------------------------------- |
| Num                                 | Coureur                             | Pos                                 |
| 191                                 | Andrew Tennant (GBR)                | 28e                                 |
| 192                                 | Daniel McLay (GBR)                  | 8e                                  |
| 193                                 | Owain Doull (GBR)                   | 37e                                 |
| 194                                 | Jonathan Dibben (GBR)               | 84e                                 |
| 195                                 |                                     |                                     |
| 196                                 | Steven Burke (GBR)                  | 87e                                 |
| Directeur sportif : Heiko Salzwedel |                                     |                                     |